# Backaryds församling
Backaryds församling var en församling i Karlskrona-Ronneby kontrakt, Lunds stift och Ronneby kommun. Församlingen uppgick 2006 i Ronneby församling

## Kyrkor
- Heliga Trefaldighets kapell var församlingskyrka åren 1640-1799.
- Backaryds kyrka, tidigare Heliga Trefaldighets kyrka, var församlingskyrka åren 1799-2005.

## Administrativ historik
Församlingen bildades 1640 genom en utbrytning ur Ronneby församling. Mellan 1640 och 1682 och mellan 1771 och 1796 bildade församlingen pastorat med Ronneby församling, för att vara eget pastorat mellan 1682 och 1771 samt mellan 1796 och 1961. 1962 bildade församlingen pastorat med Öljehults församling och från 1971 också Eringsboda församling.
Församlingen uppgick 1 januari 2006 i Ronneby församling.
Församlingskod var 108103.

### Kyrkomusikerdistrikt
1973 beslöts att Backaryd, Öljehult och Eringsboda församlingars pastorat skulle bli ett kyrkomusikerdistrikt från och med 1974. 

## Församlingshem
Församlingshemmet består av Backaryds kyrkskola som man beslöt att köpa den 8 mars 1958 för 20000 kronor. Kyrkskolan hade hösten 1957 lagts ner för ersättas av en ny skola på orten. Man kom först att få tillgång till lokalen 1 april 1959 och arkitekt Anders Ekblad från Ronneby stod för ombyggnationen till ett församlingshem. Huset har renoverats yttre år 1981 och inre 1991-1992.

## Kyrkoherdar
| Ämbetstid | Namn                   | Levnadstid | Övrigt       |
| --------- | ---------------------- | ---------- | ------------ |
| 1682–1707 | Nils Cornerus          | 1640–1708  |              |
| 1707–1726 | Samuel Cornerus        | 1678–1726  |              |
| 1727      | Jöns Hogsten           |            |              |
| 1728–1742 | Andreas Bering         | 1691–1742  |              |
| 1743–1770 | Lars Sommar            | 1700–1770  |              |
| 1771–1796 | Salomon Henschen       |            |              |
| 1798–1826 | Lars Daniel Hjortsberg | 1758–1826  |              |
| 1829–1834 | Anders Lagerlöf        | 1779–1834  |              |
| 1837–1875 | Daniel Nilsson         | 1791–1875  |              |
| 1878–1880 | Anders Hyllander       | 1841–1880  |              |
| 1882–1918 | Gustaf Lindeberg       | 1846–1918  |              |
| 1919–1930 | Lorens Hansson         | 1873–1930  |              |
| 1931–1932 | Karl Alex Nihlgård     | 1906–1983  | Vice pastor. |
| 1932–1964 | Julius Åkerblad        | 1897–1976  |              |
| 1965–1984 | Karl-Erik Wallin       | 1920–      |              |
| 1985–2000 | Uno Lindahl            |            |              |
| 2000–2005 | Bibbi P. Nilsson       |            |              |

## Kyrkovaktmästare
Kyrkväktare och kyrkvaktmästare i Backaryds församling.
| Ämbetstid     | Namn              | Levnadstid | Övrigt                  |
| ------------- | ----------------- | ---------- | ----------------------- |
| ca. 1812–1822 | Peter Andersson   | 1770–1830  |                         |
| 1822–1834     | Sven Styf         | 1756–      | Var tidigare sjökorpral |
| 1834–1886     | Paul Odhström     | 1802–1886  |                         |
| 1886–1913     | Peter Nilsson     | 1840–      |                         |
| 1914–1927     | Anton Nilsson     |            |                         |
| 1927–1953     | Reinhold Rubér    | 1903–1953  |                         |
| 1954–1972     | Herbert Dalkvist  |            |                         |
| 1973–1991     | Göte Åkesson      |            |                         |
| 1973–         | Solveig Åkesson   |            |                         |
| 1992–         | Bengt-Åke Åkesson |            |                         |

## Organister
Organister, kantorer och klockare vid Backaryds kyrka.
| Verksam       | Namn                    | Levnadstid | Övrigt    |
| ------------- | ----------------------- | ---------- | --------- |
| 1697–1711     | Petrus Bexelius         | –1711      | Klockare. |
| ca. 1719–1739 | Lars Nilsson Redbeck    | 1675–1758  |           |
| 1740–         | Knut Pehrsson Wiostrin  | 1686–      |           |
| Ca. 1741–1781 | Paulus Odhström         | 1716–1781  |           |
| 1781–1813     | Johannes Odhström       | 1759–1813  |           |
| 1814–1837     | Johannes Odhström       | 1797–1837  |           |
| 1837–1868     | Carl Johan Sandstedt    | 1816–1891  |           |
| 1868–1901     | Anders Larsson Melander | 1833–1915  |           |
| 1902–1929     | Hans Nilsson Isberg     | 1869–1933  |           |
| 1929–1955     | Curt Dahlheim           | 1904–1987  |           |
| 1955–1980     | Gustav Olsson           | 1917–2008  |           |
| 1981–2002     | Marianne Fridh          | 1939–      |           |